# 马来西亚联邦4号公路
联邦4号公路是马来西亚半岛北部的一条联邦公路。 该公路连接槟城北海至吉兰丹巴西富地 。 该公路靠近泰国边境，并在Bukit Bunga与Jalan Kompleks CIQ Bukit Bunga交汇。

## 路线情況
此公路的0公里起點位于霹雳宜力。在宜力的一公里处，与联邦 76 号公路相连。在东西公路路段，公路经过瓜拉瑞、天猛莪湖大桥（西侧和东侧）、班丁岛、贝鲁姆森林保护区、 亚依巴农 、佩尔高湖，最后到达吉兰丹日里。联邦 4 号公路从日里继续前往丹那美拉、马樟，最后在巴西富地与联邦3号公路交汇。

## 特征
联邦4号公路大部分路段按照JKR R5道路标准建造，最高限速可达90 公里/小时。